# Deromantis limbalicollis
Deromantis limbalicollis är en bönsyrseart som beskrevs av Ferdinand Karsch 1892. 
Deromantis limbalicollis ingår i släktet Deromantis och familjen Tarachodidae. Inga underarter finns listade i Catalogue of Life.